# Octav Livezeanu
Octav Livezeanu (n. 17 septembrie 1902, Râmnicu Vâlcea, România – d. 29 noiembrie 1975) a fost un om politic român, țărănist și comunist. 
A fost ziarist, fiul avocatului A. Livezeanu; a urmat cursurile Facultății de Științe a Universității din București. Membru al Partidului Țărănesc și colaborator apropiat al dr. Nicolae Lupu. În 1934 a devenit membru PNȚ, pentru ca în 1938 să se înscrie în Partidul Socialist Țărănesc, condus de Mihai Ralea. 
Ca ziarist, a lucrat la publicațiile Adevărul, Dimineața, Cuvântul liber, Dreptatea etc. În 1938, Octav Livezeanu, împreună cu Mihail Sadoveanu și preotul Ioan Marina (viitorul patriarh Justinian), a înființat revista Muncă și Voe Bună, care includea o paginǎ bisericeascǎ intitulatǎ Pentru suflet. După 1944 s-a apropiat de comuniști, intrând în Frontul Plugarilor, conducând și oficiosul acestui partid.
Octav Livezeanu a fost ministru al artelor (19 august – 29 noiembrie 1946) în guvernul Petru Groza (1), ministru al propagandei (29 noiembrie 1946 – 30 decembrie 1947) în guvernul Petru Groza (2) și  ministru al artelor și informațiilor (13 aprilie 1948 – 23 mai 1949) în guvernul Petru Groza (4). A lucrat în ultimii ani ca vicepreședinte al Institutului Român pentru Relațiile Culturale cu Străinătatea. Octav Livezeanu a fost deputat în Marea Adunare Națională.

## Distincții
- Ordinul Muncii clasa a II-a (12 august 1959) „pentru merite deosebite în opera de construire a socialismului”[6]
- Medalia „40 de ani de la înființarea Partidului Comunist din Romînia” (6 mai 1961) „pentru merite în activitatea de partid și întărirea regimului democrat-popular”[7]
- Ordinul Muncii clasa I (17 octombrie 1962) „pentru contribuție la opera de construire a socialismului, cu prilejul împlinirii a 60 de ani de la nașterea sa”[8]
- Ordinul „Meritul Cultural” clasa I (16 decembrie 1972) „pentru merite deosebite în opera de construire a socialismului, cu prilejul aniversării a 25 de ani de la proclamarea Republicii”[9]